# Бертольд I (герцог Каринтии)
Бертольд I (нем. Berthold I; ок. 1000—6 ноября 1078) — герцог Каринтии и маркграф Вероны в 1061—1076 (под именем Бертольда II) и основатель династии Церингенов, правившей в Бадене до 1918 г.

## Биография

### Правление
Бертольд был сыном некого графа Беццелина Филлингенского из Ортенау, а по материнской линии, вероятно, происходил из дома Штауфенов, правителей Ортенау, Тургау, Брейсгау и Баара.
Бертольд был одним из ближайших приближённых императора Генриха III, который обещал ему корону герцогства Швабии. Однако после смерти императора в 1056 году Швабия была передана Рудольфу Рейнфельденскому, а Бертольд в качестве компенсации за отказ от прав на Швабию получил Каринтию и Веронскую марку.
Однако ни в Каринтии, ни в Вероне Бертольду не удалось добиться признания. Каринтийская аристократия отказалась утвердить кандидатуру нового герцога. Во главе местной знати встал Маркварт III Эппенштейн, сын Адальберо, герцога Каринтии в 1011—1035 годах, — один из крупнейших магнатов государства.
В период правления императора Генриха IV территориальные интересы Бертольда находились под угрозой, поскольку Генрих IV симпатизировал конкурирующему дому Гогенштауфенов. Однако Бертольду удалось сохранить свои позиции в юго-западной Германии и основать династию Церингенов, правившую в Бадене до 1918 года. Хотя около 1076 года Бертольду пришлось отказаться от прав на Каринтию, его дети сохранили за собой Верону, Царинген и земли в Брейсгау.
Умер в замке Лимбург (ныне — г. Вайльхайм-ан-дер-Тек).
В честь Бертольда I назван астероид (420) Бертольда, открытый в 1896 году.

### Брак и дети
1-я жена: Рихвара Швабская. Дети:
- Герман I (ок. 1040—1074), маркграф Вероны (c 1073), основатель маркграфства Баден
- Гебхард III (ум. 1110), епископ Констанцский
- Бертольд II (ум. 1111), герцог Церинген
- Луитгарда (ум. ок. 1119)
- Рихинца

2-я жена: Беатриса де Монбельяр (ум. 1092), дочь Людовика II, графа Монбельяра и Феррета